# Биті є. Макс
«Биті є. Макс»  — роман української письменниці Люко Дашвар 2012 року. Друга книга трилогії «Биті Є».

## Анотація книги
Кохання до Люби перевернуло життя Макса. Але дівчина зникла, і в душі хлопця ятриться кривава рана. Хто винен у цьому? Батьки? Кохана?
Він теж хоче зникнути, аби знову з'явитися іншим, сильним. І опиняється в глухому лісі без води, їжі. Тут він відкриває нові, темні та жахливі, грані своєї душі…
Уникнувши пазурів смерті, Макс зустрічає дівчину. Це шанс почати життя спочатку, але…
Чи вийде він переможцем у двобої із самим собою?

## Рецензія
- «Люди не хочуть рятувати душі. Тільки тіла» [Архівовано 27 червня 2012 у Wayback Machine.]. Sumno.com., 8 червня 2012

## Відео
- Люко Дашвар у Тернополі в книгарні Є презентувала «Биті є. Макс» [Архівовано 25 вересня 2016 у Wayback Machine.]

## Видання
- 2012 рік — видавництво Книжковий клуб «Клуб сімейного дозвілля».